# Список эпизодов телесериала «Марвин Марвин»
Марвин Марвин – американский ситком, который вышел в свет на канале Никелодеон. Главную роль Марвина, юного подростка с Клутона, исполняет Лукас Крукшенк. В пилотной серии выясняется, что ему 580 лет. У него есть инопланетянские способности, которые выражаются в том, что он может замораживать и разогревать объекты по желанию. Он умеет разговаривать с животными. Также он может принимать человеческую форму, которая помогает ему скрывать свою тайну. Сериал шел в эфире с 24 ноября по 27 апреля 2013 в США. 26 июня 2013 Лукас Крукшанк подтвердил в Твиттере, что  Никелодеон отменил показ сериала «Марвин Марвин».

## Обзор серий
| Эпизоды | Первый показ (в США) | Первый показ (в США) |
| Эпизоды | Премьерная серия     | Финальная серия      |
| ------- | -------------------- | -------------------- |
| 19      | 24 ноября 2012       | 27 апреля 2013       |

## Эпизоды
| Номер в сериале | Название                 | Оригинальное название        | Режиссёр       | Сценарист                                | Дата выхода          |  |
| --- | ------------------------ | ---------------------------- | -------------- | ---------------------------------------- | -------------------- |  |
| |                          |                              |                |                                          |                      |  |
| 1 | Пилот                    | Pilot                        | Гари Хэлворсон | Джон Росс и Джеффри Бушнелл              | 24 ноября 2012 года  |  |
| Марвин Марвин хочет пойти в школу, но Боб и Лиз не разрешают. Соврав Бобу и Лиз, что Марвин наверху снимает кожу, Генри тайком проводит Марвина в школу. Тем временем, Тери баллотируется в школьный совет. Её оппонент – крутая футболистка по Клифф Дрилл, в результате никто не голосует за Тери. Тери просит Марвина сделать вид, что он её не знает. Потом Тери узнает, что Клифф крадет её объявления, но единственный свидетель преступления – мим. Тери и её подруга Брайанна ищут способ выиграть на выборах в то время, как Марвин пытается привыкнуть к школе, но все портит (выпускает животных на волю в лаборатории, т.к. они ему сказали, что хотят на свободу, танцует под все звонки мобильных, которые только слышит). Когда Марвин застукивает Клифф на воровстве афиш Тери, Клифф выходит из себя. Тери включает музыку, и Марвин начинает танцевать, при этом удачно уворачиваясь от ударов Клифф, пока в итоге футболистка не попадает в мусорный бак. Брайанна рассказывает всем, что Тери знает Марвина, и они все проголосовали за Тери. Когда Марвин возвращается домой, он понимает, что Боб и Лиз обо всем догадались. В конечном итоге, Тери говорит им, что присмотрит за Марвином, и они разрешают ходить ему в школу, но все же наказывают его и Генри. |                          |                              |                |                                          |                      |  |
| |                          |                              |                |                                          |                      |  |
| 2 | Невероятная история      | Improbable Story             | Эрик Дин Ситон | Карли Элтофф и Люк Джордано              | 1 декабря 2012 года  |  |
| Способность Марвина разговаривать с животными подталкивает дедушку на мысль выиграть забег. Тем временем Тери и Брайанна выступают с двумя изобретениями «Бандинки» и «Клеюшники» |                          |                              |                |                                          |                      |  |
| |                          |                              |                |                                          |                      |  |
| 3 | Зубная боль              | Toothache                    | Гари Хэлворсон | Дики Мерфи                               | 8 декабря 2012 года  |  |
| Марвин остается дома один. Когда заканчивается еда в доме, он поедает огромное количество шоколада. И вскоре начинает ощущать внезапную зубную боль. |                          |                              |                |                                          |                      |  |
| |                          |                              |                |                                          |                      |  |
| 4 | Ледяной Поп-Поп          | Ice Pop Pop                  | Эрик Дин Ситон | Дженнифер Джойс                          | 15 декабря 2012 года |  |
| Марвин узнает что такое смерть. Когда он находит права Поп-Попа, то начинает думать что тот скоро умрет. За день до этого Марвин услышал как Поп-Поп сказал Бобу, что бекон испортится на следующий день, а Боб посоветовал его заморозить для сохранения свежести. Чтобы спасти дедушку, Марвин решил его заморозить. Впоследствии Марвин, Генри, Лиз и Боб узнают, что Поп-Поп обманул Марвина с целью получить выгоду. После его размораживания выяснилось, что Марвин пытался сделать молодым Поп-Попа. Но это привело к обратному результату, и он постарел. Из-за скорой смерти он попросил Поп-Попа сделать ему смузи в качестве последнего желания. В итоге оказалось , что он просто использовал маскировку под названием "старпер". Тем временем Тери и Брайанна разрабатывают план мщения парню, который пригласил их обоих на свидание. В конце они узнали что это были просто братья-близнецы. |                          |                              |                |                                          |                      |  |
| |                          |                              |                |                                          |                      |  |
| 5 | Бургер на булочке        | Burger On a Bun              | Эрик Дин Ситон | Стив Лефф                                | 5 января 2013 года   |  |
| Марвин увидел трехколесный велосипед и попросил денег на него. Поэтому Лиз сказала ему поработать с Тери в закусочной "Бургер на булочке". Он приступил к работе, но воспринял её слишком серьезно. Вследствие слишком скрупулезного отношения к работе его повысили до ассистента менеджера. Поэтому он уволил Тери, соответственно качество обслуживания закусочной пошло на спад. Когда Марвин продолжил принимать все так же серьезно, Брианна ушла. В итоге ему пришлось делать бургеры по-своему. После того как начали расходиться люди, уволили и Марвина. Все заработанные деньги он потратил на билеты на Кэти Пэрри для Тери. Тем временем Поп-Поп и Генри находят чемодан Билла Гейтса, потерянный 20 лет назад, и пытаются вскрыть его, считая, что в нем лежит что-то ценное. |                          |                              |                |                                          |                      |  |
| |                          |                              |                |                                          |                      |  |
| 6 | Марвин и крутые детишки  | Marvin and the Cool Kids     | Эрик Дин Ситон | Питер Дирксен и Джонатан Говард          | 12 января 2013 года  |  |
| Марвин начинает проводить время с популярными школьниками и зарабатывает тем самым репутацию крутого парня. Но его новые друзья заставляет его нарушать правила и забыть лучшего друга. Тем временем Тери зацикливается на неизвестном авторе записки, которую она нашла в школе. Она знакомится с парнем который по её мнению является владельцем, но все что он говорит: «Ты будешь со мной дружить?» |                          |                              |                |                                          |                      |  |
| |                          |                              |                |                                          |                      |  |
| 7 | Фильм ужасов             | Scary Movie                  | Роб Шиллер     | Питер Дирксен и Джонатан Говард          | 19 января 2013 года  |  |
| Лиз запретила смотреть фильм ужасов Марвину и Генри, но вопреки её словам они все равно его посмотрели. После этого ужастики из кино стали воплощаться в жизнь. Тем временем Тери пытается впечатлить парня, как бы случайно набирая его номер телефона, и притворяется что делает захватывающие вещи. |                          |                              |                |                                          |                      |  |
| |                          |                              |                |                                          |                      |  |
| 8 | Двойное свидание         | Double Date                  | Гари Хэлворсон | Джеф Бушелл                              | 26 января 2013 года  |  |
| Марвин и Тери идут на двойное свидание. Генри и Поп-Поп думают, что официант - Клерг после того как Марвин показывает фотографию со свидания. |                          |                              |                |                                          |                      |  |
| |                          |                              |                |                                          |                      |  |
| 9 | Баскетбол                | Basketball                   | Шэннон Флинн   | Джон Росс                                | 2 февраля 2013 года  |  |
| Марвин пытается выбрать каким спортом ему заниматься. В итоге он выбирает баскетбол и вскоре обнаруживает, что у него есть рожденный талант к игре. |                          |                              |                |                                          |                      |  |
| |                          |                              |                |                                          |                      |  |
| 10 | Космическое путешествие  | Space-Cation                 | Роб Шиллер     | Джеф Бушелл                              | 9 февраля 2013 года  |  |
| Марвин по ошибке отправляет Форманов на неизвестную планету. Чтобы их спасти, ему приходится открыть свой секрет Брианне. В конце концов оказалось, что они находились на Земле. |                          |                              |                |                                          |                      |  |
| |                          |                              |                |                                          |                      |  |
| 11 | Битва Групп              | Battle of the Bands          | Шэннон Флинн   | Дики Мерфи                               | 16 февраля 2013 года |  |
| Марвину нужна группа, чтобы выступить на соревновании «Битва Групп», поэтому он набирает группу из второго класса. Тем временем Форманы устроили конкурс на лучшее блюдо из чили. Проигравший должен съесть блюдо победителя с ботинка Марвина. |                          |                              |                |                                          |                      |  |
| |                          |                              |                |                                          |                      |  |
| 12 | Марвин заводит питомца   | Marvin Gets a Pet            | Шэннон Флинн   | Дженнифер Джойс                          | 23 февраля 2013 года |  |
| Марвин находит клутонианское пушистое яйцо и пытается его вырастить как питомца, вопреки желаниям Лиз и Боба. Тем временем Тери пытается сделать все идеально к приезду американского сенатора. |                          |                              |                |                                          |                      |  |
| |                          |                              |                |                                          |                      |  |
| 13 | Успокаивающая кисть      | Calm Palm                    | Эрик Дин Ситон | Марк Уоррен, Дэнни Уоррен и Джефф Бушелл | 2 марта 2013 года    |  |
| Тери находится в сильном напряжении из-за соревнования по фехтованию, и Марвину приходится использовать на ней успокаивающую кисть. Тем временем Генри и Поп-Поп собирается играть в хоккей дома, но Боб и Лиз устанавливают собственные правила. |                          |                              |                |                                          |                      |  |
| |                          |                              |                |                                          |                      |  |
| 14 | День святого Глар Кая    | St. Glar Kai Day             | Шэннон Флинн   | Джон Росс                                | 16 марта 2013 года   |  |
| Марвин и Форманы празднуют день Св. Глар Кая. Но им приходится разбираться с федеральными агентами, которые обнаруживают присутствие НЛО в их доме. |                          |                              |                |                                          |                      |  |
| |                          |                              |                |                                          |                      |  |
| 15 | Неожиданный вор комиксов | The Amazing Comic Book Thief | Эрик Дин Ситон | Блэйк Дж. Уилигер                        | 30 марта 2013 года   |  |
| Марвин случайно забирает один из ценных комиксов Боба, и он должен вернуть его прежде, чем Бен обнаружит пропажу. Тем временем Тери и Брайанна думают, что Лиз читает смски Тери. |                          |                              |                |                                          |                      |  |
| |                          |                              |                |                                          |                      |  |
| 16 | Выходной Марвина         | Marvin's Day Off             | Эрик Дин Ситон | Стив Лефф                                | 6 апреля 2013 года   |  |
| Марвин вступает в книжный клуб, чтобы проводить время со своим новым увлечением; он притворяется больным чтобы наверстать упущенное перед встречей любителей книжек. Тем временем Тери разрешает Брайанне пользоваться её шкафчиком после случившегося преступления рядом с её ящичком. |                          |                              |                |                                          |                      |  |
| |                          |                              |                |                                          |                      |  |
| 17 | Вечеринка в доме         | House Party                  | Джефф Бушелл   | Зак Батлер                               | 13 апреля 2013 года  |  |
| Марвин посмотрел ряд фильмов о подростковых вечеринках и решает сделать свою, вопреки желанию Тери. Тем временем Лиз, Боб, Поп-Поп и Генри пытаются справиться с бурей, чтобы Генри мог принять участие в соревнование по катанию на льду. |                          |                              |                |                                          |                      |  |
| |                          |                              |                |                                          |                      |  |
| 18 | М-р Земля                | Mr. Earth                    | Алекс Уинтер   | Питер Дирксен и Джонатан Говард          | 20 апреля 2013 года  |  |
| Клутонианский дядя Марвина Стив приезжает в гости к Форманам. Он говорит Марвину, что он больше землянин, чем клутонианин и пытается вернуть Марвина на Клутон. Потом дядя Стив понимает, что Марвин объяснил Форманам про Клутон и разрешает Марвину остаться на Земле. |                          |                              |                |                                          |                      |  |
| |                          |                              |                |                                          |                      |  |
| 19 | Популярный Марвин        | Big Time Marvin              | Джонатан Джадж | Карли Элтофф и Люк Джордано              | 27 апреля 2013 года  |  |
| Марвин и Тери едут на концерт группы Big Time Rush, но Клерг похищает Big Time Rush, в том числе и Тери, приняв её за клутонианку. И теперь Марвину предстоит спасти их. Примечание: Это финальная серия сериала. |                          |                              |                |                                          |                      |  |